# Milan Škriniar
Milan Škriniar (Garamszentkereszt, 1995. február 11. –) szlovák válogatott labdarúgó, a Fenerbahçe játékosa kölcsönben a Paris Saint-Germain csapatától.

## Pályafutása

### Klubcsapatokban

#### Žilina
Škriniar az FK Žiar nad Hronom ifjúsági akadémiáján kezdte pályafutását, mielőtt 12 évesen csatlakozott az MŠK Žilina utánpótlás csapatához. A szlovák élvonalban hivatalosan 2012. március 27-én debütált az első csapatban, 17 évesen és 49 naposan. 2012. november 23-án megszerezte első gólját a ViOn ellen, amikor 4–1-es győzelmet arattak.
2013 februárjában kölcsönadták fél szezonra az említett ViOn Zlaté Moravcéhoz, hogy több tapasztalatot szerezzen a profik között és rendszeres játéklehetőséghez jusson. 

#### Sampdoria
2016. január 29-én az olasz Sampdoria bejelentette négy és fél évre szóló szerződését. Április végén a Lazio elleni hazai 2–1-es győzelemben debütált. A következő évben Škriniar kulcsszerepet játszott Marco Giampaolo csapatában, és a legfiatalabb védőként fejezte be a szezont, aki legalább 35 alkalommal pályára lépett a Serie A-ban.

#### Internazionale
2017. július 7-én átigazolt az Internazionaléhoz, ahol öt évre kötelezte el magát. A klub 20 millió euró körüli összeget fizetett érte, valamint még Gianluca Caprari csatár játékjogát is átadták a Sampdoriának. Az csapatváltással Škriniar minden idők legdrágább szlovák labdarúgója lett. Négy nappal később hivatalosan is bemutatták a szurkolóknak, és a 37-es mezszámot kapta meg.
Augusztus 20-án debütált a klub színeiben a 2017–2018-as idénykezdetkor a Fiorentina elleni mérkőzésén. A találkozót 3–0-ra nyerték hazai pályán, a San Siróban. Első Serie A-gólját szeptember 16-án szerezte meg a Crotone ellen, ahol a 82. percben talált be, így segítve a 2–0-s diadalban a csapatot. A szezon második felében jó teljesítményt nyújtott, ami nagy segítségnek bizonyult a Bajnokok Ligájába hat év után visszatérő csapatnak. A kiírást úgy zárta, hogy mind a 38 meccsen pályára lépett a bajnokságban, és csak két sárga lapot kapott.
A 2018–2019-es szezonban szeptember 18-án mutatkozott be a Bajnokok Ligájában az angol Tottenham Hotspur elleni csoportmérkőzésen, és teljes 90 percet végigjátszotta a 2–1-es meccsen. 2019. november 2-án a Bologna ellen, amely 2–1-re végződött, Škriniar 100. alkalommal lépett pályára az Inter színeiben.
2021. november 3-án Škriniar megszerezte első gólját BL-gólját a moldáv Sheriff Tiraspol elleni 3–1-re megnyert idegenbeli találkozón.
2023 januárjában hivatalosan is bejelentette, hogy nem kívánja meghosszabbítani a 2023 nyaráig szóló szerződését, és előre megegyezett a francia Paris Saint-Germainnel, hogy ingyen távozzon a csapathoz nyáron.

#### Paris Saint-Germain
2023. július 6-án bejelentették, hogy öt évre aláírt a Paris Saint-Germain csapatához. Átigazolási díjat a francia csapatnak nem kellett érte fizetnie, mert Škriniar szerződése lejárt az Internél.

#### Fenerbahçe
2025. január 30-án a szezon végéig kölcsönbe került a török Fenerbahçe csapatához.

### A válogatottban
Miután Škriniar végigjárta a különböző szlovák nemzeti csapatokat, 2016. május 27-én egy Grúzia elleni barátságos mérkőzésen debütált a felnőttek között, ahol 3–1-re nyertek. Ezt követően többször is lehetőséget kapott, többek között a 2018-as világbajnoki selejtezőkön is. 
Ján Ďurica 2017 novemberi visszavonulása után Martin Škrtel középhátvédtársaként vette át a helyét stabil kezdőként a válogatottban. Első nemzeti találatát 2021. március 27-én szerezte egy Málta elleni 2022-es világbajnoki selejtező során.
Marek Hamšík, a válogatott csapatkapitányának visszavonulását követően 2022 júniusában Škriniart nevezték ki  az új vezetőnek. A válogatott edzője, Štefan Tarkovič örömmel fogadta a hírt és többször dicsérte Škriniar vezetői képességeit.

## Statisztika

### Klubcsapatokban
2023. március 14-én frissítve.
| Klub                    | Szezon           | Liga             | Liga  | Liga | Kupa  | Kupa | Európa | Európa | Egyéb | Egyéb | Összesen | Összesen |
| Klub                    | Szezon           | Bajnokság        | Mérk. | Gól  | Mérk. | Gól  | Mérk.  | Gól    | Mérk. | Gól   | Mérk.    | Gól      |
| ----------------------- | ---------------- | ---------------- | ----- | ---- | ----- | ---- | ------ | ------ | ----- | ----- | -------- | -------- |
| Žilina                  | 2011–12          | Fortuna Liga     | 2     | 0    | 1     | 0    | 0      | 0      | —     | —     | 3        | 0        |
| Žilina                  | 2012–13          | Fortuna Liga     | 10    | 1    | 3     | 0    | 0      | 0      | —     | —     | 13       | 1        |
| Žilina                  | 2013–14          | Fortuna Liga     | 15    | 1    | 1     | 0    | 1      | 0      | —     | —     | 17       | 1        |
| Žilina                  | 2014–15          | Fortuna Liga     | 32    | 6    | 3     | 2    | 0      | 0      | —     | —     | 35       | 8        |
| Žilina                  | 2015–16          | Fortuna Liga     | 18    | 4    | 1     | 1    | 8      | 0      | —     | —     | 27       | 5        |
| Žilina                  | Összesen         | Összesen         | 77    | 12   | 9     | 3    | 9      | 0      | —     | —     | 95       | 15       |
| ViOn Zlaté (kölcsönben) | 2012–13          | Fortuna Liga     | 7     | 0    | 0     | 0    | —      | —      | —     | —     | 7        | 0        |
| ViOn Zlaté (kölcsönben) | Összesen         | Összesen         | 7     | 0    | 0     | 0    | —      | —      | —     | —     | 7        | 0        |
| Žilina B                | 2014–15          | II. Liga         | 1     | 0    | —     | —    | —      | —      | —     | —     | 1        | 0        |
| Žilina B                | Összesen         | Összesen         | 1     | 0    | —     | —    | —      | —      | —     | —     | 1        | 0        |
| Sampdoria               | 2015–16          | Serie A          | 3     | 0    | 0     | 0    | —      | —      | —     | —     | 3        | 0        |
| Sampdoria               | 2016–17          | Serie A          | 35    | 0    | 0     | 0    | —      | —      | —     | —     | 35       | 0        |
| Sampdoria               | Összesen         | Összesen         | 38    | 0    | 0     | 0    | —      | —      | —     | —     | 38       | 0        |
| Internazionale          | 2017–18          | Serie A          | 38    | 4    | 2     | 0    | —      | —      | —     | —     | 40       | 4        |
| Internazionale          | 2018–19          | Serie A          | 35    | 0    | 2     | 0    | 9      | 0      | —     | —     | 46       | 0        |
| Internazionale          | 2019–20          | Serie A          | 32    | 0    | 3     | 0    | 7      | 0      | —     | —     | 42       | 0        |
| Internazionale          | 2020–21          | Serie A          | 32    | 3    | 4     | 0    | 3      | 0      | —     | —     | 39       | 3        |
| Internazionale          | 2021–22          | Serie A          | 35    | 3    | 4     | 0    | 8      | 1      | 1     | 0     | 48       | 4        |
| Internazionale          | 2022–23          | Serie A          | 21    | 0    | 1     | 0    | 8      | 0      | 1     | 0     | 31       | 0        |
| Internazionale          | Összesen         | Összesen         | 193   | 10   | 16    | 0    | 35     | 1      | 2     | 0     | 246      | 11       |
| Paris Saint-Germain     | 2023–24          | Ligue 1          | 0     | 0    | 0     | 0    | 0      | 0      | 0     | 0     | 0        | 0        |
| Paris Saint-Germain     | Összesen         | Összesen         | 0     | 0    | 0     | 0    | 0      | 0      | 0     | 0     | 0        | 0        |
| Karrier összesen        | Karrier összesen | Karrier összesen | 315   | 22   | 25    | 3    | 44     | 1      | 2     | 0     | 386      | 25       |

1. ↑  Az összes pályára lépése a Bajnokok Ligájában és az Európa-ligában.
2. ↑  Az összes pályára lépése az olasz szuperkupában.

### A válogatottban
2023. június 20-án frissítve.
| Válogatott | Szezon   | Mérkőzés | Gól |
| ---------- | -------- | -------- | --- |
| Szlovákia  | 2016     | 7        | 0   |
| Szlovákia  | 2017     | 7        | 0   |
| Szlovákia  | 2018     | 9        | 0   |
| Szlovákia  | 2019     | 8        | 0   |
| Szlovákia  | 2020     | 5        | 0   |
| Szlovákia  | 2021     | 14       | 3   |
| Szlovákia  | 2022     | 8        | 0   |
| Szlovákia  | 2023     | 2        | 0   |
| Összesen   | Összesen | 60       | 3   |

### Góljai a válogatottban
| #  | Dátum             | Helyszín                   | Mérkőzése | Ellenfél      | Gól | Eredmény | Kiírás                         |
| -- | ----------------- | -------------------------- | --------- | ------------- | --- | -------- | ------------------------------ |
| 1. | 2021. március 27. | Nagyszombat, Szlovákia     | 38        | Málta         | 2–2 | 2–2      | 2022-es világbajnoki selejtező |
| 2. | 2021. március 30. | Nagyszombat, Szlovákia     | 39        | Oroszország   | 1–0 | 2–1      | 2022-es világbajnoki selejtező |
| 3. | 2021. június 14.  | Szentpétervár, Oroszország | 41        | Lengyelország | 2–1 | 2–1      | 2020-as Európa-bajnokság       |

## Sikerei, díjai
- Žilina
  - Fortuna Liga: 2011–12
  - Fortuna kupa: 2011–12

- Internazionale
  - Serie A: 2020–21[38]
  - Olasz kupa: 2021–22, 2022–23[39]
  - Olasz szuperkupa: 2021, 2022[40]

- Paris Saint-Germain
  - Ligue 1: 2023–24
  - Francia kupa: 2023–24
  - Francia szuperkupa: 2023